# Selmasongs
Selmasongs – pierwsza ścieżka dźwiękowa islandzkiej piosenkarki Björk, wydany we 18 września 2000 przez wytwórnię One Little Indian. Płyta zawiera 7 utworów. Jest to muzyka do filmu Tańcząc w ciemnościach duńskiego reżysera Larsa von Triera, w którym Björk zagrała główną postać, Selmę.  Płyta została wyprodukowana przez Björk, Marka Bella i Valgeira Sigurdssona.  
Nagranie zawiera aranżacje z orkiestrą symfoniczną, jak i muzykę elektroniczną w połączeniu z dźwiękami maszyn fabrycznych i przejeżdżających pociągów, a także śpiew solowy Björk i duety.
Niektóre teksty piosenek na płycie różnią się znacznie od tekstów piosenek w filmie; przykładem jest "Scatterheart".  Pewne teksty zostały zmienione żeby uniknąć przedwczesnego ujawnienia fabuły filmu - który ukazał się w kinach we wrześniu 2000, kilkanaście dni po wydaniu płyty Selmasongs.  Również utwory "My Favourite Things" i "(The) Next-to-Last Song" w ogóle nie ukazały się na płycie, najprawdopodobniej z tego samego powodu.

## Lista utworów
1. "Overture" (Instrumental) - 3:38
2. "Cvalda" (z Catherine Deneuve) - 4:48
3. "I've Seen It All" (z Thomem Yorke'iem) - 5:29
4. "Scatterheart" - 6:39
5. "In The Musicals" - 4:41
6. "107 Steps" (z Siobhan Fallon) - 2:36
7. "New World" - 4:23

## Pozycje na listach
| Lista | Kraj              | Pozycja |
| ----- | ----------------- | ------- |
|       | Austria           | 21      |
|       | Francja           | 4       |
|       | Finlandia         | 10      |
|       | Norwegia          | 2       |
|       | Japonia           | 17      |
| OLiS  | Polska            | 19      |
|       | Szwecja           | 12      |
|       | Szwajcaria        | 20      |
|       | Wielka Brytania   | 34      |
|       | Stany Zjednoczone | 41      |